# La Conquête de l'air (La Fresnaye)
Pour les articles homonymes, voir La Conquête de l'air.
La Conquête de l'air est un tableau peint par Roger de La Fresnaye en 1913. Cette huile sur toile cubiste se présente comme une scène de genre dominée par un drapeau français. Exposée au Salon d'Automne de 1913, elle est aujourd'hui conservée au Museum of Modern Art, à New York.

## Expositions
- Salon d'Automne de 1913, Grand Palais, Paris, 1913-1914.
- Apollinaire, le regard du poète, musée de l'Orangerie, Paris, 2016 — n°101.